# B Boy Baby
Singles de Mutya Buena feat. Amy Winehouse
Just A Little Bit
(2007) She's Just A Remix
(2008)
Pistes de Real Girl
Wonderful This Is Not (Real Love)
B Boy Baby est une chanson écrite par Phil Spector, Ellie Greenwich, Jeff Barry et Angela Hunte. Elle est produite par Salaam Remi pour le premier album solo de Mutya Buena, Real Girl en 2007, et est le quatrième single à en être extrait. Cette chanson sample le titre Be My Baby des Ronettes. Les chœurs de cette chanson sont interprétés par la chanteuse soul anglaise Amy Winehouse.
B Boy Baby a été plusieurs fois utilisée dans diverses publicités et bandes-annonces télévisées.

## Clip vidéo
Le clip a été tourné au Millennium Square, à Bristol. On y retrouve "The Physical Crew", un groupe de break dancers. La vidéo fut diffusée pour la première fois le 4 décembre 2007 au Royaume-Uni.

## Formats et liste des pistes
| #           | Titre                           | Durée    |
| ----------- | ------------------------------- | -------- |
| Single      |                                 |          |
| 1.          | B Boy Baby [Radio Edit]         | 2 min 59 |
| 2.          | Fast Car                        |          |
| 3.          | B Boy Baby [Vidéo]              | 3 min 52 |
| Maxi Single |                                 |          |
| 1.          | B Boy Baby [Radio Edit]         | 2 min 59 |
| 2.          | B Boy Baby [Soul Seekerz Remix] | 6 min 38 |
| 3.          | B Boy Baby [Music Kidz Remix]   | 5 min 34 |
| 4.          | B Boy Baby [RPM Club Mix]       | 2 min 49 |

### Versions
1. Radio Edit - 2 min 59
2. Album Version - 3 min 52
3. Instrumental - 3 min 52
4. Demo - 3 min 33
5. DJ Unknown Remix - 2 min 23
6. Music Kidz Remix - 5 min 34
7. RPM Club Mix - 2 min 49
8. Soul Seekerz Remix - 6 min 38
9. Soul Seekerz Radio Edit - 3 min 16

## Classement des ventes
| Pays        | Meilleure position |
| ----------- | ------------------ |
| Royaume-Uni | 73                 |
| Roumanie    | 93                 |